# Tchernobylite
La tchernobylite est un minéral technogénique[Quoi ?], découvert dans le corium de la fusion du cœur du réacteur nucléaire de la centrale nucléaire de Tchernobyl provoquée par l'accident nucléaire de Tchernobyl le 26 avril 1986,. C'est un matériau hautement radioactif car outre de l'uranium il contient des produits de fission.
Le combustible nucléaire qui n'a pas été pulvérisé dans l’atmosphère a été recouvert par des matériaux divers : sable, dolomite, plomb, carbure de bore. Après que le graphite — matériau servant à modérer ce réacteur de grande puissance à tubes de force — a terminé de brûler, l'ensemble a formé une lave appelée tchernobylite.

## Composition
La tchernobylite est composée principalement de dioxyde de silicium (composé principal du sable et du verre), avec des traces d'uranium,. La masse est en grande partie homogène, bien que le verre de silicate dépolymérisé contienne de temps en temps des grains cristallins de zircon. Ces grains de zircon ne sont pas allongés, ce qui suggère un taux de cristallisation modéré. Alors que les dendrites de dioxyde d'uranium se développaient rapidement à des températures élevées dans la lave, le zircon a commencé à se cristalliser au cours du lent refroidissement de la lave. Bien que la distribution des particules contenant de l'uranium ne soit pas uniforme, la radioactivité de la masse est également répartie.

## Pied d'éléphant (corium)
Le corium a coulé sous la salle 217 du réacteur 4, se solidifiant dans une forme plissée. En raison de son aspect, cette masse est appelée pied d'éléphant. D'abord mortellement radioactif, cet élément se refroidit au cours du temps.